# Un coin de paradis (Star Trek)
Un coin de paradis (This Side of Paradise) est le vingt-quatrième épisode de la première saison de la série télévisée Star Trek. Vingt-cinquième épisode à avoir été produit, il fut diffusé pour la première fois le 2 mars 1967 sur la chaîne NBC.
L'équipage de l'Enterprise enquête sur une planète dont les colons semblent avoir mystérieusement survécu à des rayons mortels et disent vivre dans un bonheur parfait. Toutefois ceux-ci s'avèrent être sous l'influence des spores d'une étrange plante.

## Distribution

### Acteurs principaux
- William Shatner : Capitaine Kirk (VF : Yvon Thiboutot)
- Leonard Nimoy : Spock (VF : Régis Dubost)
- DeForest Kelley : McCoy
- George Takei : Sulu
- Nichelle Nichols : Uhura

### Acteurs secondaires
- Jill Ireland : Leila Kalomi
- Frank Overton : Elias Sandoval
- Grant Woods : lieutenant Kelowitz
- Michael Barrier : lieutenant DeSalle
- Dick Scotter : lieutenant Painter
- Eddie Paskey : homme d'équipage
- Walter Edmiston : voix du chef de transport

## Résumé
La Fédération a demandé à l'équipe de l' Enterprise d'enquêter sur la colonie d'Omicron Ceti III. Peu de temps après sa colonisation, la planète fut touchée par des rayons Berthold, ceux-ci tuant toute forme de vie. La communication avec la colonie ayant cessé à la même époque, le capitaine Kirk, Spock et le docteur McCoy se téléportent sur la planète en pensant la trouver déserte. Pourtant les colons sont toujours vivants et parmi eux se trouve Leila Kalomi, une jeune femme que Spock a connue lorsqu'il était étudiant. Ils font aussi la connaissance du chef de la communauté, Elias Sandoval, qui les accueille à bras ouverts.
Toutefois, certaines choses ne collent pas : en dehors des humains toute vie animale semble avoir disparu, les colons ne semblent pas vouloir agrandir leurs exploitations et McCoy s'aperçoit que l'appendice de Sandoval, qui avait été retiré avant son arrivée sur la planète, semble avoir repoussé. Leila emmène Spock vers un champ rempli d'étranges fleurs. Celles-ci produisent des spores qui une fois respirées, changent complètement Spock. Habituellement froid et logique celui-ci se met à avoir des émotions et tombe amoureux de la jeune femme. Lorsque Kirk demande à Spock de revenir au vaisseau, celui-ci refuse. Sa décision est bientôt suivie par l'intégralité de l'équipage, à l'exception du capitaine Kirk. La ventilation des spores à l'intérieur de l'Enterprise pousse même les membres d'équipage à devenir colons sur Omicron Ceti III.
Kirk se retrouve seul sur le vaisseau lorsqu'une fleur laissée sur le pont de pilotage laisse exploser ses spores. Il décide de partir sur la planète, mais le fait de devoir quitter sa carrière au sein de Starfleet lui cause de violentes émotions. Il s'aperçoit alors que le sentiment de colère détruit l'influence des spores. Il attire Spock à l'intérieur du vaisseau et l'insulte sur ses origines. Le Vulcain reste stoïque puis part dans une colère incontrôlée avant de voir son corps purgé. Après avoir quitté Leila, Spock aide Kirk à diffuser un signal radio qui provoque des irritations puis des bagarres à travers la colonie. Les membres de l'équipage du vaisseau retrouvent leurs sens et les colons d'Omicron Ceti III décident de partir coloniser une autre planète, ayant soudainement compris que rester sur celle-ci serait une perte de temps.

## Autour de l'épisode
- Si James Doohan ne joue pas dans cet épisode, son personnage de Montgomery Scott est mentionné par le capitaine Kirk.
- L'épisode étant le seul où l'on peut voir le pont de l'Enterprise vide, des passages furent réutilisés en fond vert pour l'épisode Reliques de la série dérivée de Star Trek : Star Trek : La Nouvelle Génération.
- Un personnage du nom de l'amiral Komack est mentionné dans cet épisode et apparaîtra dans l'épisode Le Mal du pays.

## Production

### Écriture
Le synopsis de l'épisode fut proposé par le scénariste Jerry Sohl dès le 15 juin 1966 sous le titre de Sandoval's Planet ("la planète de Sandoval") puis dans une version remaniée le 15 juillet 1966 avec le titre Power Play ("le jeu de pouvoir.") À l'origine, c'était le lieutenant Sulu qui devait tomber amoureux d'une femme eurasienne du nom de Leila sous l'influence des spores. Sulu devait être guéri d'une maladie grave grâce aux spores. Les spores devaient révéler être une entité commune possédant une intelligence de groupe et Kirk devait guérir Spock en le forçant à ingérer de l'alcool. L'épisode fut scripté par Sohl sous le titre de The Way of the Spores ("la volonté des spores") le 1er septembre 1966.
L'assistante du producteur de la série Gene Roddenberry, Dorothy Fontana, estima que l'épisode devait être réécrit et Roddenberry pensa que c'était un bon moyen de la tester pour qu'elle devienne « story editor », un poste consistant à superviser les scénarios pour la série. Elle réalisa qu'il serait mieux que ça ne soit pas Sulu qui soit le centre de l'histoire mais Spock. Elle change aussi l'histoire pour que la plante pousse partout sur la planète et que ses spores se retrouvent à l'intérieur de l'Enterprise, accroissant la menace. L'épisode fut scripté le 15 décembre 1966.
Jerry Sohl n'apprécia pas la réécriture de Dorothy Fontana et demanda à être crédité sous le pseudonyme de « Nathan Butler ». Dans le groupe descendant sur la planète avec Kirk, Spock et McCoy devaient accompagner les lieutenants Fletcher et Dimont. Ils ont été remplacés par DeSalle et Kelowitz, deux personnages déjà apparus dans des rôles secondaires durant la série.

### Casting
Frank Overton qui tient le rôle d'Elias Sandoval mourra peu de temps après le tournage de cet épisode.

### Tournage
Le tournage eut lieu du 5 au 13 janvier 1967 au studio de la compagnie Desilu Productions sur Gower Street à Hollywood sous la direction de Ralph Senensky ainsi qu'au Malibu State Park, un parc californien utilisé pour tourner des épisodes des séries La Planète des singes, Gunsmoke et Kung Fu. À l'origine, Senensky avait été engagé pour tourner l'épisode Les Mines de Horta qui devait être filmé en vingt-cinquième position, mais, à la suite d'un problème de planning, l'ordre de tournage et les réalisateurs furent intervertis.
L'introduction de l'épisode fut tournée au Golden Oak Ranch de Los Angeles. Le reste de l'épisode devait y être tourné mais l'actrice Jill Ireland tomba malade. La production décida alors de se concentrer sur les scènes où elle ne jouait pas qui furent alors tournées en studio. À son retour, le ranch n'étant plus disponible, les scènes d'extérieur dans lesquelles elle apparaît furent tournées au Bronson Canyon à Los Angeles.

### Post-production
L'épisode réutilise la partition musicale créée par Gerald Fried pour l'épisode Une partie de campagne.

## Diffusions

### Diffusion aux États-Unis
L'épisode fut diffusé à la télévision pour la première fois le 2 mars 1967 sur la chaîne NBC en tant que vingt-quatrième épisode de la première saison.

### Diffusion au Royaume-Uni et au Québec
L'épisode fut diffusé au Royaume-Uni le 29 novembre 1969 sur BBC One.
En version francophone, l'épisode fut diffusé au Québec en 1971. 

### Diffusion en France
En France, l'épisode fut diffusé le 10 septembre 1986 lors de la rediffusion de l'intégrale de Star Trek sur La Cinq.

## Réception critique
C'est aussi l'un des épisodes préférés de Leonard Nimoy avec Les Mines de Horta, Contretemps, Un tour à Babel, Le Mal du pays et L'Équipage en folie.
Dans un classement pour le site Hollywood.com, Christian Blauvelt place cet épisode à la 46e position sur les 79 épisodes de la série originelle et trouve que l'idée de l'épisode ressemble au nexus du film Star Trek : Générations. Pour le siteThe A.V. Club Zack Handlen donne à l'épisode la note de A trouvant l'épisode "étrangement ambigu" et appréciant son humour.

## Adaptation littéraire
L'épisode fut publié sous forme d'une nouvelle écrite par James Blish dans le livre « Star Trek 5 », un recueil compilant différentes histoires de la série, et sortit en février 1972 aux éditions Bantam Books. Dans cette adaptation la relation entre Spock et Leila apparaissait bien plus dérangeante que dans l'épisode.

## Éditions commerciales
Aux États-Unis, l'épisode est disponible sous différents formats. En 1985, l'épisode est sorti en VHS et Betamax. L'épisode sortit en version remastérisée sous format DVD en 1999 et 200. L'épisode connut une version remasterisée sortie le 15 décembre 2007 : l'épisode connut de nombreux nouveaux effets spéciaux, les plans de l'Enterprise furent fait en image de synthèse ainsi que les plans de la planète Omicron Ceti III vue de l'espace. Cette version est comprise dans l'édition Blu-ray, diffusée en avril 2009.
En France, l'épisode fut disponible avec l'édition VHS de l'intégrale de la saison 1, sortie le 13 janvier 2000. L'édition DVD est sortie le 30 août 2004 et l'édition Blu-ray le 29 avril 2009.